# Trophée MK John Wilson 2022
Navigation
Édition précédente Édition suivante
Le Trophée MK John Wilson 2022 (2022 MK John Wilson Trophy en anglais)  est une compétition internationale de patinage artistique qui accueille des patineurs amateurs de niveau senior dans quatre catégories: simple messieurs, simple dames, couple artistique et danse sur glace.
Il remplace la Coupe de Chine pour l'édition 2022, après que la fédération chinoise ait annoncé son impossibilité de l'organiser à la suite de la pandémie de Covid-19, pour la deuxième année consécutive.
L'Union internationale de patinage choisit la ville britannique de Sheffield pour organiser l'événement à l'Arena du 11 au 13 novembre 2022. L’événement porte le nom de Trophée MK John Wilson, du nom d'une société britannique qui se consacre à la conception, au développement, à la fabrication et à la vente de lames de patinage artistique depuis 1696. Il est la quatrième compétition du Grand Prix ISU senior de la saison 2022/2023.
Depuis le 1er mars 2022, l'Union internationale de patinage interdit aux patineurs artistiques et aux officiels de la fédération de Russie et de la Biélorussie de participer et d'assister à toutes les compétitions internationales en raison de l'invasion russe de l'Ukraine le 24 février 2022. Les athlètes russes et biélorusses ne peuvent donc participer à aucune épreuve du Grand Prix ISU 2022-2023.

## Résultats

### Messieurs
| Rang | Nom                 | Pays        | Points | Programme court | Programme court | Programme libre | Programme libre |
| ---- | ------------------- | ----------- | ------ | --------------- | --------------- | --------------- | --------------- |
| 1    | Daniel Grassl       | Italie      | 264.35 | 2               | 86.85           | 1               | 177.50          |
| 2    | Deniss Vasiļjevs    | Lettonie    | 254.56 | 3               | 83.01           | 2               | 171.55          |
| 3    | Shun Sato           | Japon       | 249.03 | 4               | 82.68           | 3               | 166.35          |
| 4    | Koshiro Shimada     | Japon       | 247.17 | 5               | 80.84           | 4               | 166.33          |
| 5    | Tatsuya Tsuboi      | Japon       | 226.13 | 7               | 76.75           | 5               | 149.38          |
| 6    | Roman Sadovsky      | Canada      | 219.35 | 1               | 89.49           | 8               | 129.86          |
| 7    | Jimmy Ma            | États-Unis  | 214.47 | 6               | 77.72           | 7               | 136.75          |
| 8    | Moris Kvitelashvili | Géorgie     | 195.25 | 12              | 56.42           | 6               | 138.83          |
| 9    | Tomoki Hiwatashi    | États-Unis  | 188.73 | 8               | 66.68           | 9               | 122.05          |
| 10   | Corey Circelli      | Canada      | 182.81 | 10              | 62.97           | 10              | 119.84          |
| 11   | Graham Newberry     | Royaume-Uni | 180.42 | 9               | 64.30           | 12              | 116.12          |
| 12   | Edward Appleby      | Royaume-Uni | 180.13 | 11              | 62.52           | 11              | 117.61          |

### Dames
| Rang | Nom                | Pays         | Points | Programme court | Programme court | Programme libre | Programme libre |
| ---- | ------------------ | ------------ | ------ | --------------- | --------------- | --------------- | --------------- |
| 1    | Mai Mihara         | Japon        | 217.43 | 1               | 72.23           | 1               | 145.20          |
| 2    | Isabeau Levito     | États-Unis   | 215.74 | 2               | 72.06           | 2               | 143.68          |
| 3    | Anastasia Gubanova | Géorgie      | 193.11 | 3               | 66.82           | 5               | 126.29          |
| 4    | You Young          | Corée du Sud | 191.36 | 6               | 61.21           | 3               | 130.15          |
| 5    | Ekaterina Kurakova | Pologne      | 190.44 | 4               | 63.46           | 4               | 126.98          |
| 6    | Nicole Schott      | Allemagne    | 181.41 | 7               | 60.38           | 6               | 121.03          |
| 7    | Gabriella Izzo     | États-Unis   | 174.10 | 5               | 62.92           | 7               | 111.18          |
| 8    | Gabrielle Daleman  | Canada       | 163.77 | 8               | 58.95           | 8               | 104.82          |
| 9    | Alexia Paganini    | Suisse       | 156.89 | 11              | 54.63           | 10              | 102.26          |
| 10   | Julia Sauter       | Roumanie     | 156.46 | 12              | 52.38           | 9               | 104.08          |
| 11   | Natasha McKay      | Royaume-Uni  | 155.20 | 9               | 57.62           | 11              | 97.58           |
| 12   | Bradie Tennell     | États-Unis   | 153.19 | 10              | 56.50           | 12              | 96.69           |

### Couples
| Rang    | Nom                                     | Pays        | Points | Programme court | Programme court | Programme libre | Programme libre |
| ------- | --------------------------------------- | ----------- | ------ | --------------- | --------------- | --------------- | --------------- |
| 1       | Alexa Scimeca Knierim / Brandon Frazier | États-Unis  | 205.85 | 1               | 75.88           | 1               | 129.97          |
| 2       | Sara Conti / Niccolò Macii              | Italie      | 184.19 | 2               | 68.69           | 2               | 115.50          |
| 3       | Letizia Roscher / Luis Schuster         | Allemagne   | 167.37 | 3               | 60.24           | 3               | 107.13          |
| 4       | Anastasiia Metelkina / Daniil Parkman   | Géorgie     | 165.60 | 4               | 58.70           | 4               | 106.90          |
| 5       | Irma Caldara / Riccardo Maglio          | Italie      | 160.23 | 6               | 55.70           | 5               | 104.53          |
| 6       | Katie McBeath / Nathan Bartholomay      | États-Unis  | 147.29 | 5               | 57.21           | 7               | 90.08           |
| 7       | Anastasia Vaipan-Law / Luke Digby       | Royaume-Uni | 143.81 | 7               | 50.29           | 6               | 93.52           |
| Forfait | Lori-Ann Matte / Thierry Ferland        | Canada      |        |                 |                 |                 |                 |

### Danse sur glace
| Rang | Nom                                      | Pays        | Points | Danse rythmique | Danse rythmique | Danse libre | Danse libre |
| ---- | ---------------------------------------- | ----------- | ------ | --------------- | --------------- | ----------- | ----------- |
| 1    | Charlène Guignard / Marco Fabbri         | Italie      | 213.74 | 1               | 86.30           | 1           | 127.44      |
| 2    | Lilah Fear / Lewis Gibson                | Royaume-Uni | 205.56 | 2               | 85.37           | 2           | 120.19      |
| 3    | Marjorie Lajoie / Zachary Lagha          | Canada      | 198.95 | 3               | 81.09           | 3           | 117.86      |
| 4    | Christina Carreira / Anthony Ponomarenko | États-Unis  | 187.42 | 4               | 75.00           | 4           | 112.42      |
| 5    | Natálie Taschlerová / Filip Taschler     | Tchéquie    | 177.89 | 5               | 74.09           | 6           | 103.80      |
| 6    | Maria Kazakova / Georgy Reviya           | Géorgie     | 176.71 | 6               | 70.71           | 5           | 106.00      |
| 7    | Oona Brown / Gage Brown                  | États-Unis  | 173.74 | 7               | 70.34           | 7           | 103.40      |
| 8    | Alicia Fabbri / Paul Ayer                | Canada      | 165.78 | 8               | 67.45           | 9           | 98.33       |
| 9    | Haley Sales / Nikolas Wamsteeker         | Canada      | 163.69 | 9               | 63.35           | 8           | 100.34      |
| 10   | Mariia Holubtsova / Kyryl Bielobrov      | Ukraine     | 156.04 | 10              | 61.32           | 10          | 94.72       |

## Source
- Résultats du Trophée MK John Wilson 2022 sur le site de l'ISU